# Tolworth
Tolworth is een wijk in het Londense bestuurlijke gebied Kingston, in de regio Groot-Londen.